# Sais badia
Sais badia är en fjärilsart som beskrevs av Richard Haensch 1904. Sais badia ingår i släktet Sais och familjen praktfjärilar. Inga underarter finns listade.